# Nelson Rockefeller

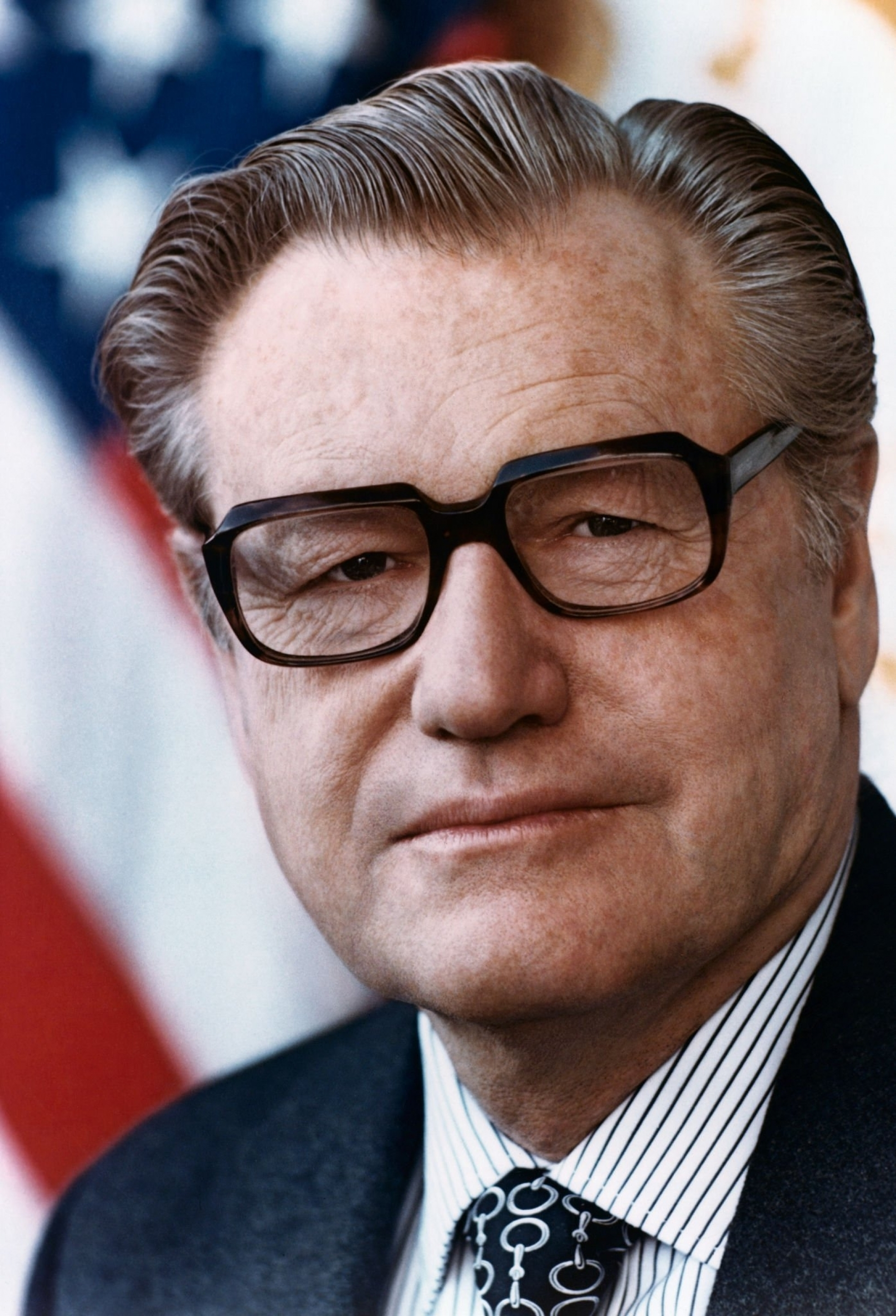
Nelson Rockefeller (1975)

Nelson Aldrich Rockefeller (* 8. Juli 1908 in Bar Harbor, Maine; † 26. Januar 1979 in New York City, New York) war ein US-amerikanischer Politiker (Republikanische Partei), von 1959 bis 1973 Gouverneur des Bundesstaates New York und in der Regierung des Präsidenten Gerald Ford vom 19. Dezember 1974 bis zum 20. Januar 1977 der 41. Vizepräsident der Vereinigten Staaten.

## Frühe Jahre
Rocky, wie er genannt wurde, war das dritte von sechs Kindern von John D. Rockefeller II. und Abby Aldrich Rockefeller und der Enkel von John D. Rockefeller, an dessen 69. Geburtstag er geboren wurde. Seinen Zwischennamen erhielt er nach seinem anderen Großvater, Nelson W. Aldrich, ehemals US-Senator für Rhode Island. Sein Bruder Winthrop wurde später Gouverneur von Arkansas, sein Neffe Jay Rockefeller wurde Gouverneur von West Virginia und US-Senator für diesen Bundesstaat.
Als Kind galt er als Anführer der fünf Rockefeller-Brüder John, Nelson, Laurance, Winthrop und David. 1930 schloss er sein Studium am Dartmouth College in Hanover, New Hampshire mit einem BA in Ökonomie ab.

## Politische Laufbahn
Nelson Rockefeller arbeitete zunächst für Unternehmen und Wohltätigkeitseinrichtungen seiner Familie. Während des Zweiten Weltkriegs war er als Leiter des Office of the Coordinator of Inter-American Affairs (OCIAA) für amerikanische Propaganda in Mittel- und Südamerika zuständig. Von Dezember 1944 bis August 1945 fungierte er als Staatssekretär für Angelegenheiten amerikanischer Republiken (Assistant Secretary of State for American Republic Affairs) im US-Außenministerium. Er wurde aus diesem Amt von Harry S. Truman entlassen, nachdem er sich vor allem mit seiner freundlichen Einstellung gegenüber dem peronistischen Argentinien – er sah in Juan Perón eine Möglichkeit, die argentinische Linke zu kontrollieren – isoliert hatte. Diese Isolation resultierte hauptsächlich daraus, dass sowohl international als auch in der amerikanischen Öffentlichkeit Argentinien vorgeworfen wurde, während des Zweiten Weltkriegs, mit Perón in verschiedenen Positionen innerhalb der Regierung, mit den Achsenmächten kollaboriert zu haben.
Nach dem Krieg war er Vorsitzender des International Development Advisory Board, Teil von Präsident Trumans Point-IV-Programm für die Entwicklungshilfe.
Nach der Wahl seines republikanischen Parteifreundes Dwight D. Eisenhower zum US-Präsidenten wurde er 1953 Vorsitzender des Komitees President's Advisory Committee on Government Organization. Er wurde zudem Repräsentant des US-Präsidenten im Operations Coordinating Board, einem dem National Security Council angeschlossenen geheimen Ausschuss, welcher verdeckte Operationen der CIA koordinierte. Dies erlaubte Eisenhower, über verdeckte Operationen stets informiert zu bleiben und gleichzeitig gegenüber dem US-Kongress eine „glaubhafte Abstreitbarkeit“ (plausible deniability) für die zum Teil illegalen Aktionen zu wahren. Nelson Rockefeller war in dieser Position z. B. über das Programm MKULTRA informiert und hatte zu einigen Teilen des Programms, welche der CIA-Chef Allen Dulles wegen der Art der Finanzierung nicht selbst entscheiden wollte, als Vertreter des Präsidenten seine Zustimmung gegeben. Später wurde er Unterstaatssekretär im Ministerium für Gesundheit, Erziehung und Wohlfahrt.

### Gouverneur von New York

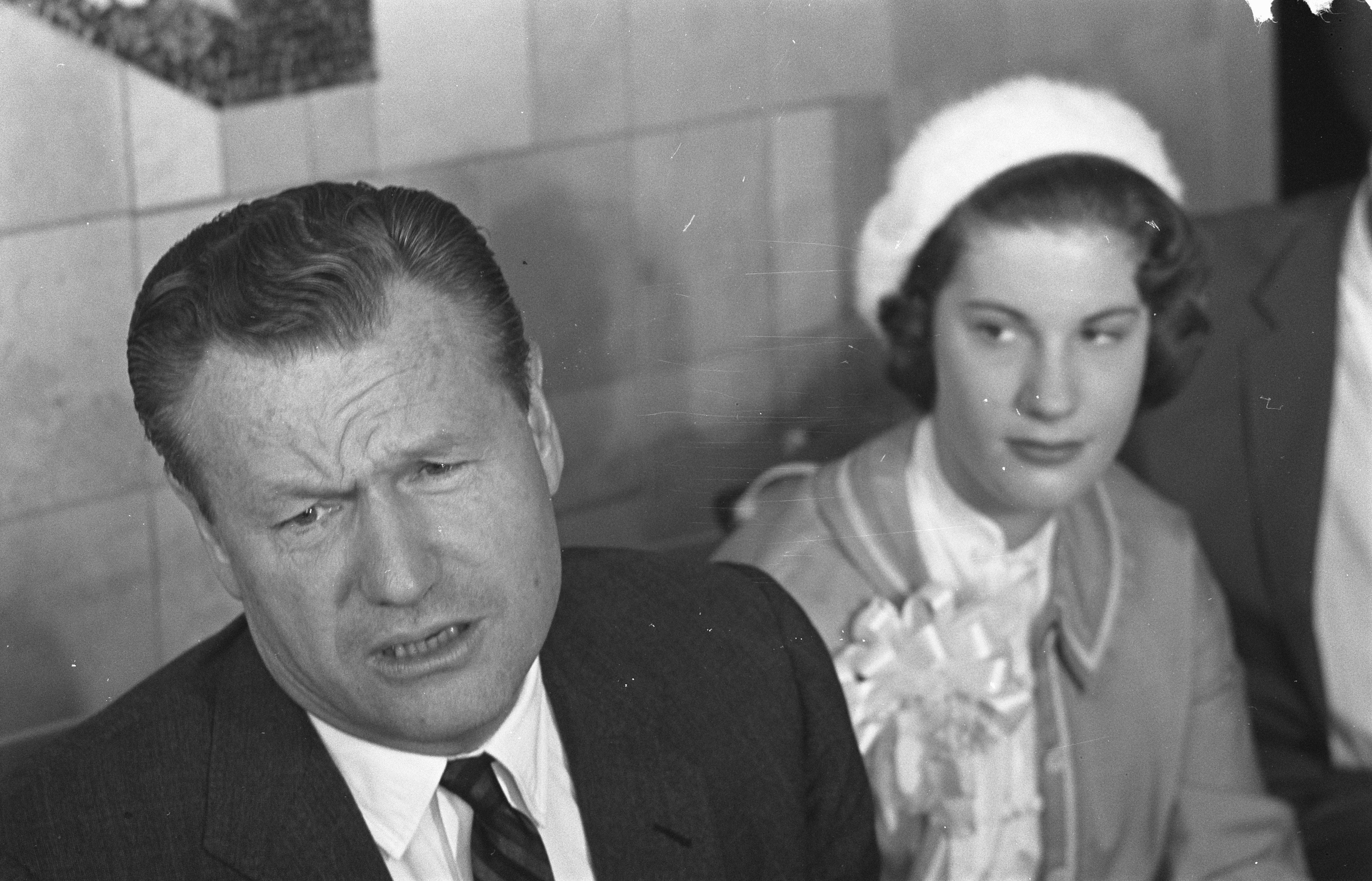
Gouverneur Rockefeller im Jahr 1959

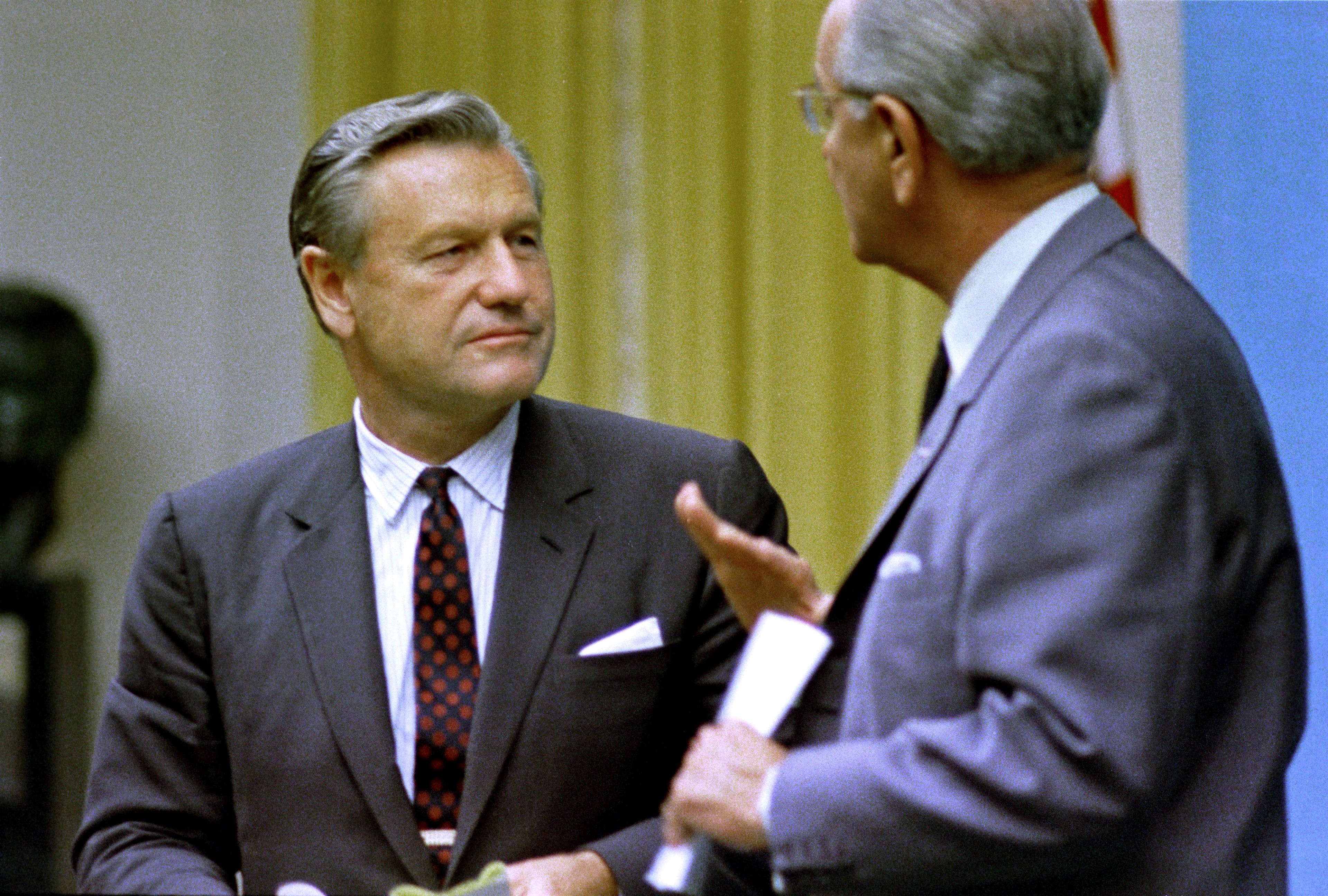
Gouverneur Rockefeller und Präsident Lyndon B. Johnson (1968)

1956 verließ Rockefeller die Regierung, um sich der Politik im Bundesstaat New York zu widmen.
Bei den Wahlen zum Gouverneur siegte er 1958 mit einem Vorsprung von 600.000 Stimmen (54 gegen 39 Prozent der Stimmen) gegen den demokratischen Amtsinhaber W. Averell Harriman. Unterstützt wurde er dabei von dem langjährigen Gouverneur Thomas E. Dewey, der den Staat von 1943 bis 1955 regiert hatte. Sein Amt als Regierungschef trat Rockefeller zum Jahresbeginn 1959 an. Er wurde dreimal, 1962, 1966 und 1970, wiedergewählt.
Am 9. September 1971 gab es einen Gefangenenaufstand im Staatsgefängnis Attica. Einer der Gründe sollen unmenschliche Haftbedingungen gewesen sein. Nach vier Tagen Verhandlung ließ Rockefeller die New York State Police und die United States National Guard das Gefängnis stürmen. Dabei starben 43 Menschen, davon 11 Angestellte des Gefängnisses, die als Geiseln gehalten wurden, die sämtlich von staatlichen Organen erschossen wurden.
Schwerpunkte seiner Arbeit als Gouverneur waren die Verbesserung der Infrastruktur, Sozialer Wohnungsbau und Erziehungswesen – darunter der Ausbau der State University of New York.
Zusammen mit großen Bauprojekten führte dies zu einem starken Anstieg des Budgets des Staates New York von 2,04 Milliarden US-Dollar in seinem ersten Amtsjahr auf 8,8 Milliarden Dollar im Haushaltsjahr 1973/1974. Von ihm initiierte strenge Gesetze gegen Drogenbesitz und Drogenhandel sind als Rockefeller drug laws bekannt. 1973 in Kraft getreten, gelten sie als mit die strengsten in den USA. Diese Gesetze wurden von anderen Bundesstaaten kopiert und werden heute für das massive Gefängnissystem und die sehr hohe Anzahl von Häftlingen in den USA, die Zahl stieg von 330.000 im Jahr 1973 auf bis zu 2,3 Millionen an, mitverantwortlich gemacht. Ebenfalls in seine Amtszeit fällt eine Reorganisation des öffentlichen Personennahverkehrs in New York City.
Er galt als führende Persönlichkeit des moderaten oder liberalen Flügels der Republikaner. Für diese Gruppe wurde in den 1960er- und 1970er-Jahren oft der Begriff Rockefeller Republicans verwendet (im Gegensatz zu Barry Goldwater und später Ronald Reagan).
Rockefeller trat im Dezember 1973 vom Posten des Gouverneurs zurück, um die Leitung der Commission on Critical Choices for Americans zu übernehmen, für die er sich engagierte. Sein Amt übernahm daraufhin der bisherige Vizegouverneur Malcolm Wilson, der die bis zum Jahreswechsel 1974/75 laufende Amtsperiode beendete.

### Ziel Präsidentschaft
Rockefeller bemühte sich 1960, 1964 und 1968 vergeblich um die Präsidentschaftskandidatur seiner Partei. 1960 gab er frühzeitig gegen den damaligen US-Vizepräsidenten Richard Nixon auf und unterstützte dann dessen Wahlkampf gegen den Demokraten John F. Kennedy. Die während dieser Zeit mit ihm verbündete Gruppe moderater und zentristischer Parteimitglieder wurden als „Rockefeller-Republikaner“ bezeichnet.
1964 galt Rockefeller zunächst als Favorit für die Nominierung zum republikanischen Präsidentschaftskandidaten gegen Barry Goldwater. Das Scheitern seiner Kandidatur – trotz zuvor ermutigender Umfragen – wurde mit seiner Scheidung und der schnellen Wiederheirat mit einer ebenfalls geschiedenen Frau erklärt. Bei der Republican National Convention in San Francisco hielt er am 14. Juli 1964 eine aufsehenerregende Rede, in der er vor einer drohenden Unterwanderung der Republikanischen Partei durch Extremisten wie etwa die John Birch Society warnte:

„Diese Extremisten nähren sich von Angst, Hass und Terror. Sie haben kein Programm für Amerika, kein Programm für die Republikanische Partei […] Es gibt in der Republikanischen Partei keinen Platz für diejenigen, die sie infiltrieren wollen, um ihre Ziele zu verfälschen und sie zu einem respektablen Mantel für ihren gefährlichen Extremismus zu machen. Diese Leute haben nichts mit den Republikanern gemeinsam. Diese Leute haben nichts mit dem amerikanischen Volk gemeinsam. Die Republikanische Partei muss diese Leute zurückweisen.“

Während seiner Rede wurde er von Teilen des Publikums ausgebuht und mit lautstarken Rufen „Wir wollen Barry“ (Goldwater) unterbrochen. Die Tatsache, dass der nominierte Kandidat Goldwater von einem prominenten Parteimitglied öffentlich als Verbündeter von Extremisten dargestellt wurde, schadete Goldwater massiv bei gemäßigten Wählern und trug zu dessen erdrutschartigem Wahlverlust gegen Präsident Lyndon B. Johnson im November 1964 bei.
1968 scheiterte ein weiterer Versuch wiederum an Nixon, der die anschließenden Wahlen auch gewann. Ein außenpolitischer Berater (und Freund) Rockefellers im Wahlkampf von 1968 war Henry Kissinger, der in der Präsidentschaft Nixons wichtige Ämter bekleidete. Als Rockefeller 1973 als Gouverneur zurücktrat, wurde vermutet, dass er sich ein viertes Mal um die Präsidentschaftskandidatur bewerben würde. Einige Agenturen mutmaßten auch, seine Nominierung zum US-Vizepräsidenten durch Gerald Ford sei eine Vorbereitung auf den Wahlkampf von 1976.
Seine zahlreichen Wahlkampagnen finanzierte Rockefeller zum Großteil selbst und wandte dafür praktisch sein gesamtes ererbtes Vermögen auf, sodass er ab Ende der 1960er-Jahre – obwohl ursprünglich Multimillionär – in Geldnot geriet und mehrmals von seinen Geschwistern finanziell unterstützt werden musste.

### Vizepräsident der USA

Rockefeller (Mitte) im Oval Office mit Präsident Ford (rechts) und Außenminister Kissinger im April 1975

Nach dem Rücktritt Nixons als Präsident nominierte dessen Nachfolger Gerald Ford Rockefeller als neuen Vizepräsidenten. Laut dem 25. Zusatzartikel musste der Kandidat vom Kongress gewählt werden. Nach den erforderlichen Anhörungen im Kongress der Vereinigten Staaten wurde er von beiden Kammern der Legislative, sowohl im  Repräsentantenhaus als auch im Senat bestätigt und trat sein Amt am 19. Dezember 1974 an. Nach Ford war Rockefeller der zweite und bis heute letzte Vizepräsident, für dessen Ernennung der 25. Verfassungszusatz angewendet wurde. Neben Ford war er somit auch der einzige nicht vom Volk bestimmte Vizepräsident in der Geschichte der USA. Als Vizepräsident leitete er die Rockefeller-Kommission.
Am 3. November 1975 teilte er dem Präsidenten mit, dass er für den Wahlkampf von 1976 nicht als sein Running Mate zur Verfügung stehe. Da Ford sich innerhalb der Republikaner gegen den konservativen Ronald Reagan als Kandidat für die Präsidentschaftswahlen durchsetzen musste, galt der liberale Rockefeller als Belastung. Ford gewann die Nominierung und trat stattdessen mit dem Senator Bob Dole als Vizekandidaten an. Am Wahlkampf nahm der Vizepräsident jedoch aktiv teil, um Ford zu unterstützen. In einem knappen Rennen entschieden dann aber Jimmy Carter und Walter Mondale die Wahl für sich. Am 20. Januar 1977 endete Rockefellers Amtszeit als Vizepräsident. Zehn Tage vor dem Ende seiner Amtsperiode überreichte Ford seinem Stellvertreter noch die Presidential Medal of Freedom, die höchste zivile Auszeichnung der USA.

## Letzte Jahre und Tod

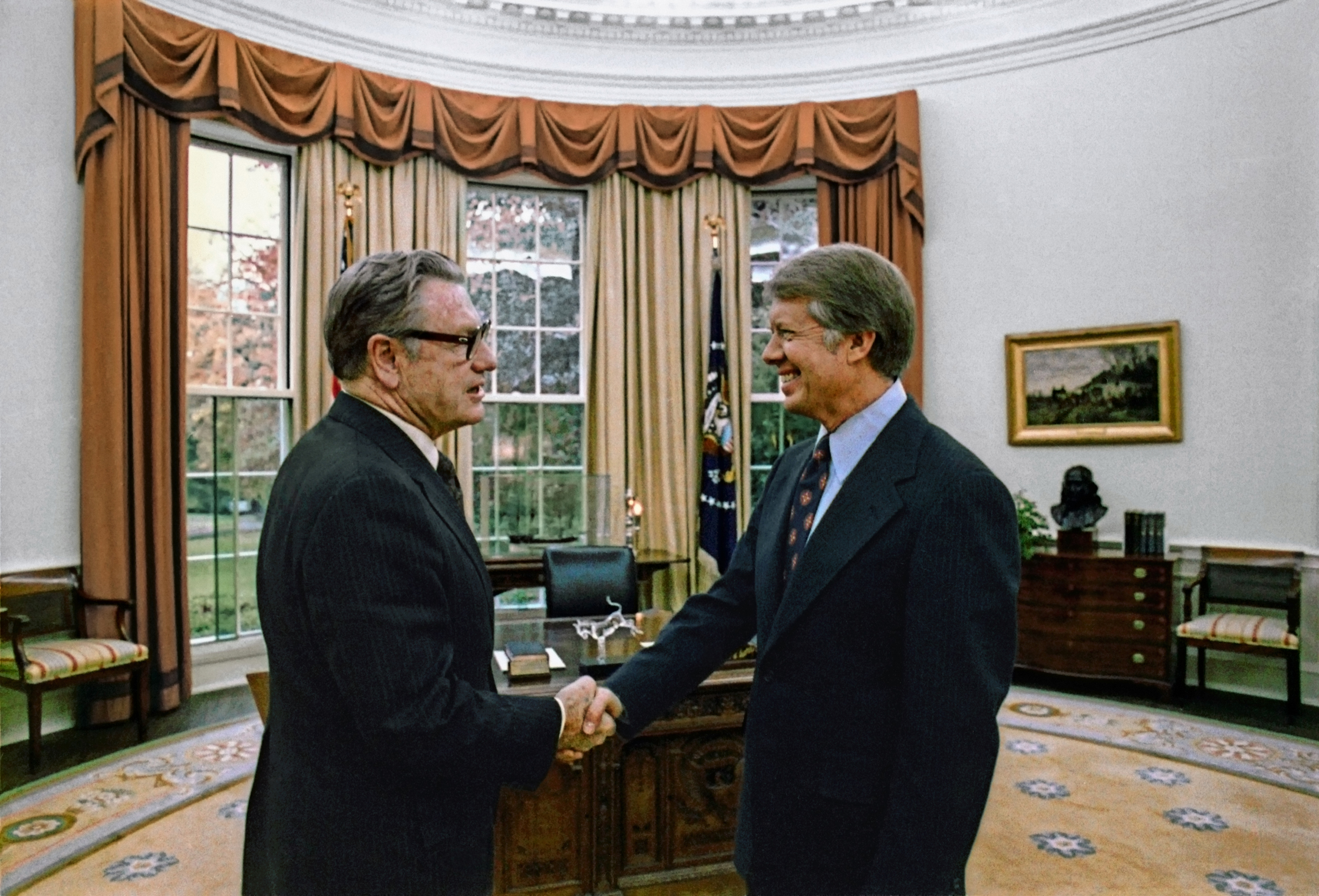
Rockefeller (links) bei einem Treffen mit Präsident Carter im Weißen Haus, Oktober 1977

Nach dem Ende seiner politischen Tätigkeit 1977 zog sich Rockefeller weitestgehend ins Privatleben zurück, er starb am 26. Januar 1979 an einem Herzinfarkt im Alter von 70 Jahren in seinem New Yorker Büro.
Am 2. Februar 1979 wurde Rockefellers Urne auf einem Grundstück seiner Familie in Sleepy Hollow, New York beigesetzt. Der Gedenkgottesdienst fand in der Riverside Church in Upper Manhattan statt. Zu den Teilnehmern gehörten mehr als 2200 Gäste, darunter auch Ex-Präsident Gerald Ford, Henry Kissinger und Präsident Jimmy Carter, sowie mehr als 100 Mitglieder des US-Kongresses.

## Familie
Am 23. Juni 1930 heiratete Rockefeller Mary Todhunter Clark. Sie hatten fünf Kinder:
- Rodman Clark Rockefeller
- Ann Rockefeller
- Steven Clark Rockefeller
- Michael Clark Rockefeller (Zwilling)
- Mary Rockefeller (Zwilling)

Michael verschwand im November 1961 für immer im Dschungel Neu-Guineas. Nelson und Mary ließen sich 1962 scheiden.
Am 4. Mai 1963 heiratete er Margaretta Large „Happy“ Fitler. Sie hatten zwei Söhne zusammen:
- Nelson Aldrich Rockefeller Jr.
- Mark Fitler Rockefeller

## Trivia
- Rockefeller war ein aktiver Sammler moderner Kunst. Er setzte das Engagement seiner Mutter für das Museum of Modern Art fort und unterstützte eine Reihe weiterer Museen. So gründete er 1954 das Museum of Primitive Art in New York City.
- Aus dem Wahlkampf von 1976 ist ein Bild erhalten, auf dem er einer Gruppe störender Hippies den Stinkefinger entgegenhält. Diese Geste war danach für längere Zeit als Rockefeller Salute bekannt.[11]

- Nelson Rockefeller war unter anderen Entwickler und Chairman des ehemaligen World Trade Centers (nicht Architekt).
- In dem 2018 veröffentlichten Biopic Vice – Der zweite Mann über das Leben und Wirken des US-Vizepräsidenten Dick Cheney wurde Rockefeller vom Schauspieler Bill Pullman verkörpert.